# Dößel
Dößel is een plaats en voormalige gemeente in de Duitse deelstaat Saksen-Anhalt, en maakt deel uit van de gemeente Wettin-Löbejün in de Landkreis Saalekreis. Dößel telt 372 inwoners.

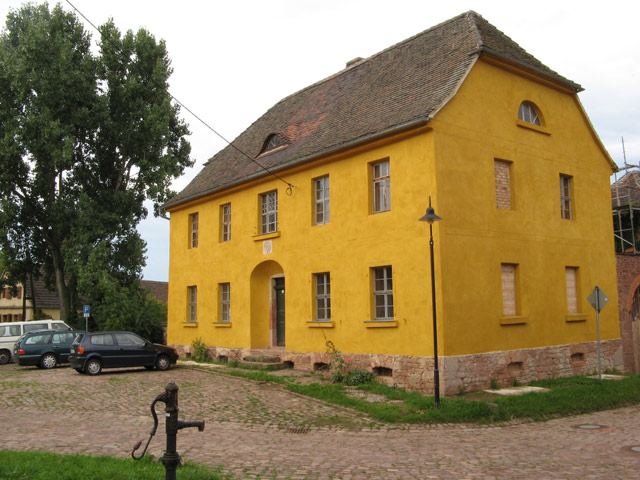
Gemeentehuis